# 切特溫德山
切特溫德山（英語：Mount Chetwynd），是南極洲的山峰，位於維多利亞地的斯科特海岸，處於高斯山以南，屬於科克伍德山脈的一部分，海拔高度超過1,944米，由英國探險隊發現，現時由南極條約體系管理。